# 야마나시현도 제419호선
야마나시현도 제419호 가이토키와 정차장 선(일본어: 山梨県道419号甲斐常葉停車場線)은 야마나시현 미나미코마군 미노부정을 기종점으로 삼고 있는 일반 현도이다.

## 노선 정보
- 기점 : 야마나시현 미나미코마군 미노부정 도키와 (미노부 선 가이토키와역앞 = 국도 제300호선의 별도 노선 교점)
- 종점 : 야마나시현 미나미코마군 미노부정 도키와 (신호 미지정 교차점 = 국도 제300호선의 교점)

## 통과하는 지자체
- 야마나시현 미나미코마군 미노부정

## 교차하는 도로
- 국도 제300호선이 유일하다.

## 연선
- 가이토키와역